# György Grozer
György Grozer Jr, in tedesco Georg Grozer (Budapest, 27 novembre 1984), è un pallavolista ungherese naturalizzato tedesco, opposto dell'Arkas.

## Biografia
Proviene da una famiglia di pallavolisti: è infatti il figlio dell'ex pallavolista e allenatore György Grozer; due dei suoi tre fratelli, Dora e Tim, sono pallavolisti professionisti, mentre il fratello Tom è un pallavolista, ma non a livello professionistico. È stato sposato con Violetta, dalla quale ha avuto due figlie Leanę e Loreen.
Attualmente è sposato con Helena Havelková, anche lei pallavolista.

## Carriera

### Club
La carriera di György Grozer inizia a livello giovanile nel Vasas, col quale gioca sei anni, prima di passare al Dunaferr, dove gioca dal 1998 al 2000, finché viene promosso in prima squadra, debuttando nel massimo campionato ungherese nella stagione 2000-01. Nel campionato successivo passa al Kaposvár, col quale vince il primo trofeo della propria carriera, la Coppa d'Ungheria.
Nella stagione 2002-03 viene ingaggiato in Germania dal Moerser, iniziando un lungo sodalizio di sei stagioni col club, militante in 1. Bundesliga tedesca. Fa inoltre una breve apparizione nella Serie A2 italiana, quando nell'aprile 2008 viene ingaggiato dal Loreto per il finale della stagione 2007-08. Nei campionati 2008-09 e 2009-10 gioca per il Friedrichshafen, vincendo due volte lo scudetto.
Nella stagione 2010-11 lascia il campionato tedesco e va a giocare nella Polska Liga Siatkówki per l'Asseco Resovia, vincendo lo scudetto nella stagione successiva. Nell'annata 2012-13 viene ingaggiato nella Superliga russa dal Belogor'e, col quale, in tre annate di permanenza vince uno scudetto, due Coppe di Russia, due Supercoppe russe e la Champions League 2013-14; nel 2015 ha inoltre una breve esperienza in Qatar con l'Al-Jaish.
Nella stagione 2015-16 passa ai Samsung Bluefangs, nella V-League sudcoreana, dove, nonostante il terzo posto finale, viene premiato come MVP del 2º round e miglior opposto del torneo. Nella stagione seguente approda in Cina, dove difende i colori dello Shanghai, col quale a fine estate partecipa al campionato asiatico per club 2016, dove viene premiato come miglior opposto, e vince lo scudetto; conclusa questa parentesi in estremo oriente, fa ritorno in Qatar con l'Al-Arabi, vincendo la Coppa del Qatar e giocando la finale della Coppa dell'Emiro.
Nel campionato 2017-18 torna a calcare i campi della Superliga russa con la Lokomotiv Novosibirsk ma nel corso dell'annata si trasferisce nuovamente al Belogor'e; gioca nella massima divisione russa anche nel campionato seguente, vestendo la maglia dello Zenit San Pietroburgo. Nel campionato 2020-21, dopo dodici anni, ritorna in Italia per giocare nella You Energy, mentre nel campionato seguente veste la maglia del Milano, sempre in Superlega, dove milita per un biennio e con cui vince una Coppa CEV.
Nella stagione 2023-24 si trasferisce nella Efeler Ligi turca, dove indossa la casacca dell'Arkas.

### Nazionale
Già membro della nazionale ungherese, ottenuta la cittadinanza tedesca, nel 2007 viene convocato per la prima volta nella nazionale tedesca, con cui in seguito vince la medaglia d'oro alla European League 2009 e partecipa ai Giochi della XXX Olimpiade di Londra.
Successivamente vince la medaglia di bronzo al campionato mondiale 2014 e conquista l'argento al campionato europeo 2017.

## Palmarès

### Club
- Campionato tedesco: 2

2008-09, 2009-10
- Campionato polacco: 1

2011-12
- Campionato russo: 1

2012-13
- Campionato cinese: 1

2016-17
- Coppa d'Ungheria: 1

2001-02
- Coppa di Russia: 2

2012, 2013
- Coppa del Qatar: 1

2017
- Supercoppa russa: 2

2013, 2014
- Champions League: 1

2013-14
- Coppa CEV: 1

2021-22

### Nazionale (competizioni minori)
- European League 2009
- Memorial Hubert Wagner 2012

### Premi individuali
- 2008 - European League: Miglior realizzatore
- 2009 - European League: Miglior muro
- 2010 - Pallavolista maschile tedesco dell'anno
- 2011 - Pallavolista maschile tedesco dell'anno
- 2012 - Memorial Hubert Wagner: Miglior servizio
- 2012 - Pallavolista maschile tedesco dell'anno
- 2013 - Pallavolista maschile tedesco dell'anno
- 2014 - Pallavolista maschile tedesco dell'anno
- 2014 - CEV: Giocatore più spettacolare dell'anno
- 2016 - V-League: MVP 2º round
- 2016 - V-League: Miglior opposto
- 2016 - Campionato asiatico per club: Miglior opposto
- 2017 - Campionato asiatico per club: Miglior opposto
- 2017 - Campionato europeo: Miglior opposto